# Veikkausliiga 1999
La Veikkausliiga 1999 fu la novantesima edizione della massima serie del campionato finlandese di calcio, la decima come Veikkausliiga. Il campionato, con il formato a doppia fase e composto da dodici squadre, venne vinto dall'Haka per la seconda edizione consecutiva. Capocannoniere del torneo fu Valerij Popovič, calciatore dell'Haka, con 23 reti realizzate.

## Stagione

### Novità
Dalla Veikkausliiga 1998 vennero retrocessi il FinnPa e lo Jaro, mentre dalla Ykkönen sono stati promossi il Lahti, il KTP, l'Inter Turku e il TPV, vincitore dello spareggio contro il FinnPa. Il campionato tornò ad essere composto da dodici squadre. Il KTP cambiò denominazione in Kotkan TP. Il Pallokerho-35 cedette la propria licenza di partecipazione alla Veikkausliiga alla neonata FC Jokerit.

### Formula
Il formato tornò alla doppia fase dell'edizione 1996. Nella prima fase le dodici squadre si affrontavano due volte, per un totale di 22 giornate. Le prime otto classificate accedevano alla seconda fase per decretare la squadra campione, affrontandosi una volta sola. La prima classificata era decretata campione di Finlandia e veniva ammessa alla UEFA Champions League 2000-2001. La seconda classificata veniva ammessa alla Coppa UEFA 2000-2001. Se la vincitrice della Suomen Cup, ammessa alla Coppa UEFA 2000-2001, si classificava al secondo posto, anche la terza classificata veniva ammessa alla Coppa UEFA. Le squadre classificatesi dal nono al dodicesimo posto al termine della prima fase accedevano alla seconda fase per la salvezza, affrontandosi due volte. L'ultima classificata veniva retrocessa direttamente in Ykkönen, mentre la decima e l'undicesima classificate affrontavano, rispettivamente, la terza e la seconda classificata in Ykkönen in uno spareggio promozione/retrocessione.

## Squadre partecipanti
| Club        | Città        | Stadio                        | Stagione 1998                                  |
| ----------- | ------------ | ----------------------------- | ---------------------------------------------- |
| Haka        | Valkeakoski  | Tehtaan kenttä                | Campione di Finlandia                          |
| HJK         | Helsinki     | Töölön pallokenttä            | 4º posto in Veikkausliiga                      |
| Inter Turku | Turku        | Kupittaa                      | 3º posto in Ykkönen                            |
| Jazz        | Pori         | Porin stadion                 | 5º posto in Veikkausliiga                      |
| Jokerit     | Helsinki     | Stadio olimpico               | 3º posto in Veikkausliiga (come Pallokerho-35) |
| Kotkan TP   | Kotka        | Arto Tolsa Areena             | 2º posto in Ykkönen (come KTP)                 |
| Lahti       | Lahti        | Lahden Stadion                | 1º posto in Ykkönen                            |
| MyPa        | Anjalankoski | Saviniemi                     | 7º posto in Veikkausliiga                      |
| RoPS        | Rovaniemi    | Rovaniemen Keskuskenttä       | 8º posto in Veikkausliiga                      |
| TPS         | Turku        | Kupittaa                      | 6º posto in Veikkausliiga                      |
| TPV         | Tampere      | Tammela                       | 4º posto in Ykkönen                            |
| VPS         | Vaasa        | Hietalahden jalkapallostadion | 2º posto in Veikkausliiga                      |

## Prima fase

### Classifica finale
|  | Pos. | Squadra     | Pt | G  | V  | N  | P  | GF | GS | DR  |
|  | ---- | ----------- | -- | -- | -- | -- | -- | -- | -- | --- |
|  | 1.   | Haka        | 50 | 22 | 15 | 5  | 2  | 43 | 17 | +26 |
|  | 2.   | HJK         | 47 | 22 | 14 | 5  | 3  | 43 | 14 | +29 |
|  | 3.   | Inter Turku | 34 | 22 | 10 | 4  | 8  | 28 | 25 | +3  |
|  | 4.   | Jokerit     | 33 | 22 | 9  | 6  | 7  | 26 | 22 | +4  |
|  | 5.   | MyPa        | 33 | 22 | 9  | 6  | 7  | 27 | 27 | 0   |
|  | 6.   | Jazz        | 31 | 22 | 7  | 10 | 5  | 28 | 24 | +4  |
|  | 7.   | Kotkan TP   | 28 | 22 | 7  | 7  | 8  | 22 | 25 | -3  |
|  | 8.   | RoPS        | 27 | 22 | 6  | 9  | 7  | 27 | 30 | -3  |
|  | 9.   | TPS         | 27 | 22 | 7  | 6  | 9  | 27 | 31 | -4  |
|  | 10.  | Lahti       | 22 | 22 | 6  | 4  | 12 | 25 | 41 | -16 |
|  | 11.  | VPS         | 21 | 22 | 6  | 3  | 13 | 22 | 33 | -11 |
|  | 12.  | TPV         | 8  | 22 | 1  | 5  | 16 | 13 | 42 | -29 |

Legenda:
      Ammesse alla fase per il titolo
      Ammesse alla fase per la salvezza
Note:
Tre punti a vittoria, uno a pareggio, zero a sconfitta.

## Seconda fase

### Fase per il titolo
Alla fase per il titolo accedevano le squadre classificatesi dal primo all'ottavo posto della prima fase, portando tutti i punti conquistati al termine della prima fase.

#### Classifica finale
|  | Pos. | Squadra     | Pt | G  | V  | N  | P  | GF | GS | DR  |
|  | ---- | ----------- | -- | -- | -- | -- | -- | -- | -- | --- |
|  | 1.   | Haka        | 67 | 29 | 20 | 7  | 2  | 54 | 18 | +36 |
|  | 2.   | HJK         | 65 | 29 | 20 | 5  | 4  | 53 | 18 | +35 |
|  | 3.   | MyPa        | 47 | 29 | 13 | 8  | 8  | 39 | 32 | +7  |
|  | 4.   | Jokerit     | 40 | 29 | 11 | 7  | 11 | 35 | 31 | +4  |
|  | 5.   | Inter Turku | 39 | 29 | 11 | 6  | 12 | 38 | 37 | +1  |
|  | 6.   | Jazz        | 37 | 29 | 8  | 13 | 8  | 32 | 34 | -2  |
|  | 7.   | Kotkan TP   | 34 | 29 | 8  | 10 | 11 | 29 | 35 | -6  |
|  | 8.   | RoPS        | 31 | 29 | 7  | 10 | 12 | 31 | 46 | -15 |

Legenda:
      Campione di Finlandia e ammessa alla UEFA Champions League 2000-2001
      Ammesse in Coppa UEFA 2000-2001
      Ammessa in Coppa Intertoto 2000
Note:
Tre punti a vittoria, uno a pareggio, zero a sconfitta.

### Fase per la salvezza
Alla fase per la salvezza accedevano le squadre classificatesi dal nono al dodicesimo posto della prima fase, portando tutti i punti conquistati al termine della prima fase.

#### Classifica finale
|  | Pos. | Squadra | Pt | G  | V  | N | P  | GF | GS | DR  |
|  | ---- | ------- | -- | -- | -- | - | -- | -- | -- | --- |
|  | 9.   | TPS     | 39 | 28 | 10 | 9 | 9  | 40 | 34 | +6  |
|  | 10.  | Lahti   | 30 | 28 | 8  | 6 | 14 | 34 | 55 | -21 |
|  | 11.  | VPS     | 29 | 28 | 8  | 5 | 15 | 34 | 42 | -8  |
|  | 12.  | TPV     | 12 | 28 | 2  | 6 | 20 | 23 | 60 | -37 |

Legenda:
 Ammesse allo spareggio promozione-retrocessione
      Retrocessa in Ykkönen
Note:
Tre punti a vittoria, uno a pareggio, zero a sconfitta.

## Spareggi promozione/retrocessione
|          | Risultati |          | Luogo e data              |
| -------- | --------- | -------- | ------------------------- |
| Jaro     | 0-0       | Lahti    | Jakobstad, ? ottobre 1999 |
| Lahti    | 1-0       | Jaro     | Lahti, ? ottobre 1999     |
|          |           |          |                           |
| Atlantis | 2-1       | VPS      | Helsinki, ? ottobre 1999  |
| VPS      | 2-0       | Atlantis | Vaasa, ? ottobre 1999     |
|          |           |          |                           |

## Statistiche

### Classifica marcatori
La classifica marcatori include sia la prima sia la seconda fase.
| Gol |  |  | Giocatore       | Squadra |
| --- |  |  | --------------- | ------- |
| 23  |  |  | Valerij Popovič | Haka    |
| 12  |  |  | Neathan Gibson  | MyPa    |
| 12  |  |  | Saku Puhakainen | TPS     |
| 11  |  |  | Kai Nyyssönen   | Haka    |
| 11  |  |  | Shefki Kuqi     | HJK     |